# Marianne Sägebrecht
Marianne Sägebrecht, född 27 augusti 1945 i Starnberg, Bayern, är en tysk skådespelerska.

## Roller (urval)
- 1985 – Sugarbaby
- 1987 – Bagdad Café
- 1988 – Bananrepubliken
- 1989 – Den vilda jakten på lyckan
- 1989 – Rosalie shoppar på krita
- 1996 – Nazismens tjänare
- 1998 – Älskade Simcha
- 1999 – Asterix och Obelix möter Caesar
- 2014 – Pettson och Findus – Roligheter
- 2016 – Pettson och Findus – Juligheter
- 2018 – Pettson och Findus – Findus flyttar hemifrån
- 2022 – Mucklorna och hur de kom till Pettson och Findus